# دونالدسون (ایندیانا)
دونالدسون (به انگلیسی: Donaldson) یک منطقهٔ مسکونی در ایالات متحده آمریکا است که در شهرستان مارشال، ایندیانا واقع شده‌است. دونالدسون ۲۳۸٫۰۵ متر بالاتر از سطح دریا واقع شده‌است.